# Pôle métropolitain Nantes Saint-Nazaire
Le pôle métropolitain Nantes Saint-Nazaire est une structure intercommunale française mise en place en juillet 2012 dans le département de la Loire-Atlantique.

## Présentation
Le pôle métropolitain fédère une métropole (Nantes Métropole), une communauté d'agglomération (la Communauté d'agglomération de la Région nazairienne et de l'Estuaire, CARENE) et trois communautés de communes (Erdre et Gesvres, Estuaire et Sillon et Pays de Blain), soit 61 communes de la Loire-Atlantique, totalisant 1 872 km2 (soit un peu plus du quart de la superficie de département) et regroupant en 2017 un total de 888 031 habitants.
Le pôle métropolitain succède au Syndicat mixte du Schéma de cohérence territoriale (SCOT) de la métropole Nantes Saint-Nazaire, dont il reprend le périmètre.
Sa présidente est Johanna Rolland, présidente de Nantes Métropole et maire de Nantes.
Nantes Métropole est également partie intégrante du pôle métropolitain Loire-Bretagne. La CARENE en faisant partie intégrante jusqu'à son retrait du pôle métropolitain au 31 mai 2021.

## Composition
| Nom                       | Code Insee | Intercommunalité                             | Superficie (km2) | Population (dernière pop. légale) | Densité (hab./km2) |
| ------------------------- | ---------- | -------------------------------------------- | ---------------- | --------------------------------- | ------------------ |
| Basse-Goulaine            | 44009      | Nantes Métropole                             | 13,74            | 9 617 (2022)                      | 700                |
| Besné                     | 44013      | CA de la Région Nazairienne et de l'Estuaire | 17,54            | 3 317 (2022)                      | 189                |
| Blain                     | 44015      | CC du Pays de Blain                          | 101,72           | 10 352 (2022)                     | 102                |
| Bouaye                    | 44018      | Nantes Métropole                             | 13,83            | 8 281 (2022)                      | 599                |
| Bouée                     | 44019      | CC Estuaire et Sillon                        | 21,29            | 1 100 (2022)                      | 52                 |
| Bouguenais                | 44020      | Nantes Métropole                             | 31,5             | 20 590 (2022)                     | 654                |
| Bouvron                   | 44023      | CC du Pays de Blain                          | 47,63            | 3 067 (2022)                      | 64                 |
| Brains                    | 44024      | Nantes Métropole                             | 15,31            | 2 760 (2022)                      | 180                |
| Campbon                   | 44025      | CC Estuaire et Sillon                        | 49,82            | 4 031 (2022)                      | 81                 |
| Carquefou                 | 44026      | Nantes Métropole                             | 43,42            | 20 535 (2022)                     | 473                |
| Casson                    | 44027      | CC d'Erdre et Gesvres                        | 16,15            | 2 600 (2022)                      | 161                |
| La Chapelle-des-Marais    | 44030      | CA de la Région Nazairienne et de l'Estuaire | 18,05            | 4 424 (2022)                      | 245                |
| La Chapelle-Launay        | 44033      | CC Estuaire et Sillon                        | 24,82            | 3 246 (2022)                      | 131                |
| La Chapelle-sur-Erdre     | 44035      | Nantes Métropole                             | 33,42            | 20 483 (2022)                     | 613                |
| La Chevallerais           | 44221      | CC du Pays de Blain                          | 10,23            | 1 559 (2022)                      | 152                |
| Cordemais                 | 44045      | CC Estuaire et Sillon                        | 37,2             | 3 954 (2022)                      | 106                |
| Couëron                   | 44047      | Nantes Métropole                             | 44,03            | 23 541 (2022)                     | 535                |
| Donges                    | 44052      | CA de la Région Nazairienne et de l'Estuaire | 48,5             | 8 117 (2022)                      | 167                |
| Fay-de-Bretagne           | 44056      | CC d'Erdre et Gesvres                        | 64,81            | 3 852 (2022)                      | 59                 |
| Le Gâvre                  | 44062      | CC du Pays de Blain                          | 53,58            | 1 880 (2022)                      | 35                 |
| Grandchamp-des-Fontaines  | 44066      | CC d'Erdre et Gesvres                        | 33,87            | 6 910 (2022)                      | 204                |
| Héric                     | 44073      | CC d'Erdre et Gesvres                        | 73,93            | 6 528 (2022)                      | 88                 |
| Indre                     | 44074      | Nantes Métropole                             | 4,72             | 4 172 (2022)                      | 884                |
| Lavau-sur-Loire           | 44080      | CC Estuaire et Sillon                        | 16,22            | 769 (2022)                        | 47                 |
| Malville                  | 44089      | CC Estuaire et Sillon                        | 31,24            | 3 689 (2022)                      | 118                |
| Mauves-sur-Loire          | 44094      | Nantes Métropole                             | 14,75            | 3 393 (2022)                      | 230                |
| La Montagne               | 44101      | Nantes Métropole                             | 3,64             | 6 523 (2022)                      | 1 792              |
| Montoir-de-Bretagne       | 44103      | CA de la Région Nazairienne et de l'Estuaire | 36,79            | 7 289 (2022)                      | 198                |
| Nantes                    | 44109      | Nantes Métropole                             | 65,19            | 325 070 (2022)                    | 4 987              |
| Nort-sur-Erdre            | 44110      | CC d'Erdre et Gesvres                        | 66,56            | 9 448 (2022)                      | 142                |
| Notre-Dame-des-Landes     | 44111      | CC d'Erdre et Gesvres                        | 37,4             | 2 335 (2022)                      | 62                 |
| Orvault                   | 44114      | Nantes Métropole                             | 27,67            | 28 341 (2022)                     | 1 024              |
| Le Pellerin               | 44120      | Nantes Métropole                             | 30,65            | 5 335 (2022)                      | 174                |
| Petit-Mars                | 44122      | CC d'Erdre et Gesvres                        | 25,97            | 3 865 (2022)                      | 149                |
| Pornichet                 | 44132      | CA de la Région Nazairienne et de l'Estuaire | 12,67            | 12 530 (2022)                     | 989                |
| Prinquiau                 | 44137      | CC Estuaire et Sillon                        | 22,82            | 3 557 (2022)                      | 156                |
| Quilly                    | 44139      | CC Estuaire et Sillon                        | 17,67            | 1 541 (2022)                      | 87                 |
| Rezé                      | 44143      | Nantes Métropole                             | 13,78            | 43 349 (2022)                     | 3 146              |
| Saint-Aignan-Grandlieu    | 44150      | Nantes Métropole                             | 17,94            | 3 991 (2022)                      | 222                |
| Saint-André-des-Eaux      | 44151      | CA de la Région Nazairienne et de l'Estuaire | 24,71            | 6 949 (2022)                      | 281                |
| Saint-Étienne-de-Montluc  | 44158      | CC Estuaire et Sillon                        | 57,57            | 7 739 (2022)                      | 134                |
| Saint-Herblain            | 44162      | Nantes Métropole                             | 30,02            | 50 561 (2022)                     | 1 684              |
| Saint-Jean-de-Boiseau     | 44166      | Nantes Métropole                             | 11,4             | 6 024 (2022)                      | 528                |
| Saint-Joachim             | 44168      | CA de la Région Nazairienne et de l'Estuaire | 86,22            | 4 125 (2022)                      | 48                 |
| Saint-Léger-les-Vignes    | 44171      | Nantes Métropole                             | 6,49             | 2 114 (2022)                      | 326                |
| Saint-Malo-de-Guersac     | 44176      | CA de la Région Nazairienne et de l'Estuaire | 14,62            | 3 221 (2022)                      | 220                |
| Saint-Mars-du-Désert      | 44179      | CC d'Erdre et Gesvres                        | 30,46            | 5 435 (2022)                      | 178                |
| Saint-Nazaire             | 44184      | CA de la Région Nazairienne et de l'Estuaire | 46,79            | 73 111 (2022)                     | 1 563              |
| Saint-Sébastien-sur-Loire | 44190      | Nantes Métropole                             | 11,66            | 28 373 (2022)                     | 2 433              |
| Sainte-Luce-sur-Loire     | 44172      | Nantes Métropole                             | 11,45            | 16 227 (2022)                     | 1 417              |
| Sautron                   | 44194      | Nantes Métropole                             | 17,28            | 8 534 (2022)                      | 494                |
| Savenay                   | 44195      | CC Estuaire et Sillon                        | 26               | 9 465 (2022)                      | 364                |
| Les Sorinières            | 44198      | Nantes Métropole                             | 13,02            | 9 163 (2022)                      | 704                |
| Sucé-sur-Erdre            | 44201      | CC d'Erdre et Gesvres                        | 41,33            | 7 457 (2022)                      | 180                |
| Le Temple-de-Bretagne     | 44203      | CC Estuaire et Sillon                        | 1,6              | 2 005 (2022)                      | 1 253              |
| Thouaré-sur-Loire         | 44204      | Nantes Métropole                             | 12,76            | 10 956 (2022)                     | 859                |
| Les Touches               | 44205      | CC d'Erdre et Gesvres                        | 35,15            | 2 619 (2022)                      | 75                 |
| Treillières               | 44209      | CC d'Erdre et Gesvres                        | 29,05            | 10 414 (2022)                     | 358                |
| Trignac                   | 44210      | CA de la Région Nazairienne et de l'Estuaire | 14,38            | 8 234 (2022)                      | 573                |
| Vertou                    | 44215      | Nantes Métropole                             | 35,68            | 26 048 (2022)                     | 730                |
| Vigneux-de-Bretagne       | 44217      | CC d'Erdre et Gesvres                        | 54,68            | 6 633 (2022)                      | 121                |

## Gouvernance
| Titre              | Nom              | Intercommunalité représentée                 | Autre(s) fonction(s)                                                                        |
| ------------------ | ---------------- | -------------------------------------------- | ------------------------------------------------------------------------------------------- |
| Présidente         | Johanna Rolland  | Nantes Métropole                             | Maire de Nantes, Présidente de Nantes Métropole, présidente de la Métropole Loire-Bretagne. |
| 1er vice-président | David Samzun     | CA de la Région Nazairienne et de l'Estuaire | Maire de Saint-Nazaire, Président de la CA de la Région Nazairienne et de l'Estuaire.       |
| 2e vice-président  | Yvon Lerat       | Communauté de communes d'Erdre et Gesvres    | Président de la CC d'Erdre et Gesvres.                                                      |
| 3e vice-président  | Rémy Nicoleau    | Communauté de communes Estuaire et Sillon    | Maire de Saint-Étienne-de-Montluc, président de la CC Estuaire et Sillon.                   |
| 4e vice-présidente | Rita Schladt     | Pays de Blain communauté                     | Présidente de la CC Pays de Blain communauté.                                               |
| 5e vice-présidente | Aziliz Gouez     | Nantes Métropole                             | Vice-présidente de Nantes Métropole.                                                        |
| 6e vice-président  | Éric Provost     | CA de la Région Nazairienne et de l'Estuaire | Vice-président de la CA de la Région Nazairienne et de l'Estuaire.                          |
| 7e vice-président  | Sylvain Lefeuvre | Communauté de communes d'Erdre et Gesvres    | Vice-président de l'urbanisme à CC Erdre et Gesvres, adjoint municipal à Nort-sur-Erdre.    |
| 8e vice-président  | Michel Mezard    | Communauté de communes Estuaire et Sillon    | Vice-président de la CC Estuaire et Sillon et maire de Savenay.                             |
| 9e vice-président  | Nicolas Oudaert  | Pays de Blain communauté                     | Vice président de la CC Pays de Blain communauté, maire du Gâvre.                           |

## Budget
| Nom de l'intercommunalité                    | Contribution au budget |
| -------------------------------------------- | ---------------------- |
| Nantes Métropole                             | 72,31 %                |
| CA de la Région Nazairienne et de l'Estuaire | 17,35 %                |
| CC d'Erdre et Gesvres                        | 4,86 %                 |
| CC Estuaire et Sillon                        | 4,21 %                 |
| CC Pays de Blain communauté                  | 1,27 %                 |